# Serinda Swan
Pour les articles homonymes, voir Swan.
Serinda Swan née le 11 juillet 1984 à West Vancouver, au Canada, est une actrice canadienne.

## Biographie

### Carrière
Serinda Swan a commencé sa carrière sur grand écran en 2009 avec la comédie romantique The Break-Up Artist. Elle est apparue deux fois dans la série Smallville.
De 2011 à 2012, elle a joué le rôle d'Erica Reed dans la série Breakout Kings.
Elle lutte contre l'esclavage sexuel au Cambodge.
Depuis 2013, Serinda Swan joue le rôle de Paige Arkin dans la série Graceland. Elle interprète aussi le rôle de Chloé dans la série Ballers et celui de Dixon dans la série Reacher (saison 2).

## Filmographie

### Cinéma
- 2005 : Neal'N'Nikki : Amanda
- 2009 : The Break-Up Artist : Ashley
- 2010 : Percy Jackson : Le Voleur de foudre (Percy Jackson & the Olympians: The Lightning Thief) : Aphrodite
- 2010 : Tron : L'Héritage : sirène no 2
- 2011 : Recoil : Darcey
- 2011 : Creature : Emily
- 2012 : The Baytown Outlaws : Les Hors-la-loi : Jez
- 2012 : Wake (Court-métrage) : Alex
- 2014 : Jinn (en) : Jasmine
- 2014 : Sister (en) : Melissa
- 2015 : Sentient (court-métrage) : Heather
- 2017 : The Veil (en) : Zéra
- 2021 : Redemption Day de Hicham Hajji : Kate Paxton
- 2022 : Devotion de J. D. Dillard : Elizabeth Taylor

### Télévision
- 2006 et 2010 : Supernatural (série télévisée) : une réceptionniste de l'hôpital / Veritas/Ashley Frank
- 2007 : Blood Ties (série télévisée) : une jeune femme à la mode
- 2007 : Exes and Ohs (en) (série télévisée) : Lucianne
- 2008 : La Terreur du Loch Ness (Beyond Loch Ness) (téléfilm) : Caroleena
- 2008 : Psych : Enquêteur malgré lui (série télévisée) : Eileen Mazwell
- 2009 : En eaux troubles (Desperate Escape) (téléfilm) : Melissa
- 2009 : Le Diable et moi (Reaper) (série télévisée) : la patronne
- 2009 : Un crime à la mode (Hostile Makeover) (téléfilm) : Amanda Manville
- 2009 : Confiance brisée (Trust) (téléfilm) : Tiffany
- 2009–2010 : Smallville (série télévisée) : Zatanna Zatara
- 2011 : Hawaii 5-0 (série télévisée) : Alana
- 2011–2012 : Breakout Kings (série télévisée) : Erica Reed
- 2013 : Republic of Doyle (série télévisée) : Patti Middlebrooks
- 2013-2015 : Graceland (série télévisée) : Paige Arkin
- 2014 : The Tomorrow People (série télévisée) : Cassandra Smythe
- 2014 : Chicago Fire (série télévisée) : Brittany Baker
- 2017 : Ballers (série télévisée) : Chloé Day
- 2017 : Inhumans (série télévisée) : Médusa
- 2019-2022 : Coroner (série télévisée) : Jenny Cooper / Dr Jenny Cooper
- 2020 : The Twilight Zone : La quatrième dimension (saison 2, épisode 2)
- 2023 : Reacher (saison 2)